# Swiatłana Kudzielicz
Swiatłana Michajłauna Kudzielicz, Swietłana Michajłowna Kudielicz (biał. Святлана Міхайлаўна Кудзеліч, ros. Светлана Михайловна Куделич; ur. 7 maja 1987 w Pińsku) – białoruska lekkoatletka, specjalizująca się w biegach na długich dystansach.
Jest srebrną medalistką Młodzieżowych Mistrzostw Europy w Lekkoatletyce 2009 na dystansie 5000 metrów.
Uczestniczyła w Mistrzostwach Europy w Lekkoatletyce 2010, na których zajęła 8. miejsce na dystansie 10 000 metrów. Była uczestniczką Igrzysk Olimpijskich w Londynie, na których wystąpiła w biegu na 3000 metrów z przeszkodami. Zajęła wówczas 14., przedostatnie miejsce w swoim biegu eliminacyjnym. W Mistrzostwach Starego Kontynentu w Lekkoatletyce 2015 osiągnęła jak dotąd swój największy sukces seniorski, zdobywając srebrny medal w biegu na 3000 m z przeszkodami. W Halowych Mistrzostwach Świata w Lekkoatletyce w Portland w 2016 startowała na dystansie 3000 metrów, zajmując w finale 11. lokatę.
Z powodzeniem startuje w rozgrywanych w Polsce biegach ulicznych. W 2012 roku wygrała XXIII Nocny Uliczny Bieg Solidarności w Rzeszowie. W 2013 roku zajęła trzecią lokatę w 9 PZU Półmaratonie Warszawskim. Ponadto trzykrotnie wygrała Międzynarodowy Bieg Sylwestrowy w Szydłowie – w 2013 rozgrywany na dystansie 8, w 2014 i 2015 roku – 10 kilometrów.

## Osiągnięcia
| Rok  | Impreza                                 | Miejsce        | Konkurencja                        | Lokata      | Wynik    |
| ---- | --------------------------------------- | -------------- | ---------------------------------- | ----------- | -------- |
| 2005 | Mistrzostwa Europy juniorów             | Kowno          | bieg na 5000 metrów                | 3. miejsce  | 16:33,07 |
| 2006 | Mistrzostwa świata juniorów             | Pekin          | bieg na 1500 metrów                | eliminacje  | 4:32,59  |
| 2006 | Mistrzostwa świata juniorów             | Pekin          | bieg na 5000 metrów                | 12. miejsce | 17:00,03 |
| 2008 | Halowy puchar Europy                    | Moskwa         | bieg na 5000 metrów                | 8. miejsce  | 9:54,25  |
| 2009 | Młodzieżowe mistrzostwa Europy          | Kowno          | bieg na 10000 metrów               | 5. miejsce  | 34:15,12 |
| 2009 | Młodzieżowe mistrzostwa Europy          | Kowno          | bieg na 5000 metrów                | 2. miejsce  | 16:03,85 |
| 2010 | Superliga drużynowych mistrzostw Europy | Bergen         | bieg na 3000 metrów                | 5. miejsce  | 9:16,06  |
| 2010 | Mistrzostwa Europy                      | Barcelona      | bieg na 10000 metrów               | 8. miejsce  | 33:31,33 |
| 2011 | Superliga drużynowych mistrzostw Europy | Sztokholm      | bieg na 3000 metrów                | 5. miejsce  | 9:00,06  |
| 2012 | Mistrzostwa Europy                      | Helsinki       | bieg na 3000 metrów z przeszkodami | –           | DSQ      |
| 2012 | Igrzyska olimpijskie                    | Londyn         | bieg na 3000 metrów z przeszkodami | eliminacje  | 9:54,77  |
| 2014 | Mistrzostwa Europy                      | Zurych         | bieg na 3000 metrów z przeszkodami | 4. miejsce  | 9:35,46  |
| 2015 | Halowe mistrzostwa Europy               | Praga          | bieg na 3000 metrów                | 2. miejsce  | 8:48,02  |
| 2015 | Mistrzostwa świata                      | Pekin          | bieg na 3000 metrów z przeszkodami | –           | DNF      |
| 2016 | Halowe mistrzostwa świata               | Portland       | bieg na 3000 metrów                | 11. miejsce | 9:17,45  |
| 2016 | Igrzyska olimpijskie                    | Rio de Janeiro | bieg na 3000 metrów z przeszkodami | eliminacje  | 9:32,93  |
| 2017 | Halowe mistrzostwa Europy               | Belgrad        | bieg na 3000 metrów                | eliminacje  | 9:03,21  |
| 2017 | Puchar Europy w biegu na 10 000 metrów  | Mińsk          | bieg na 10 000 metrów              | 5. miejsce  | 32:48,62 |
| 2018 | Mistrzostwa świata w półmaratonie       | Walencja       | półmaraton                         | –           | DNF      |
| 2018 | Mistrzostwa Europy                      | Berlin         | bieg na 10 000 metrów              | 8. miejsce  | 32:46,34 |
| 2018 | Mistrzostwa Europy                      | Berlin         | bieg na 3000 metrów z przeszkodami | eliminacje  | 9:47,89  |
| 2019 | Puchar Europy w biegu na 10 000 metrów  | Londyn         | bieg na 10 000 metrów              | 21. miejsce | 33:01,48 |
| 2019 | Mistrzostwa świata                      | Doha           | maraton                            | 32. miejsce | 3:00:38  |

## Rekordy życiowe
- bieg na 3000 metrów (hala) – 8:48,02 (2015)